# پاول، نایب‌السلطنه یوگسلاوی
شاهزاده پاول (صربی‌کرواتی: Pavle Karađorđević؛ ۲۷ آوریل ۱۸۹۳ – ۱۴ سپتامبر ۱۹۷۶) نایب‌السلطنه پادشاهی یوگسلاوی در زمان خردسالی پیتر دوم، پادشاه این کشور بود. پاول پسر عموی پدر پیتر، الکساندر یکم بود.
وی برندهٔ جوایزی همچون نشان عقاب سپید (لهستان)، نشان بند جوراب و نشان شیر سفید شده‌است.